# Grafton (Australia)
Grafton è una città dell'Australia situata nel Nuovo Galles del Sud. Si trova circa 340 km a sud di Brisbane ed è il centro amministrativo della LGA della Municipalità di Clarence Valley.